# Dorylus fuscipennis
Dorylus fuscipennis är en myrart som först beskrevs av Carlo Emery 1892.  Dorylus fuscipennis ingår i släktet Dorylus och familjen myror.

## Underarter
Arten delas in i följande underarter:
- D. f. fuscipennis
- D. f. lugubris
- D. f. marginiventris